# 聖卡洛斯 (安蒂奧基亞省)

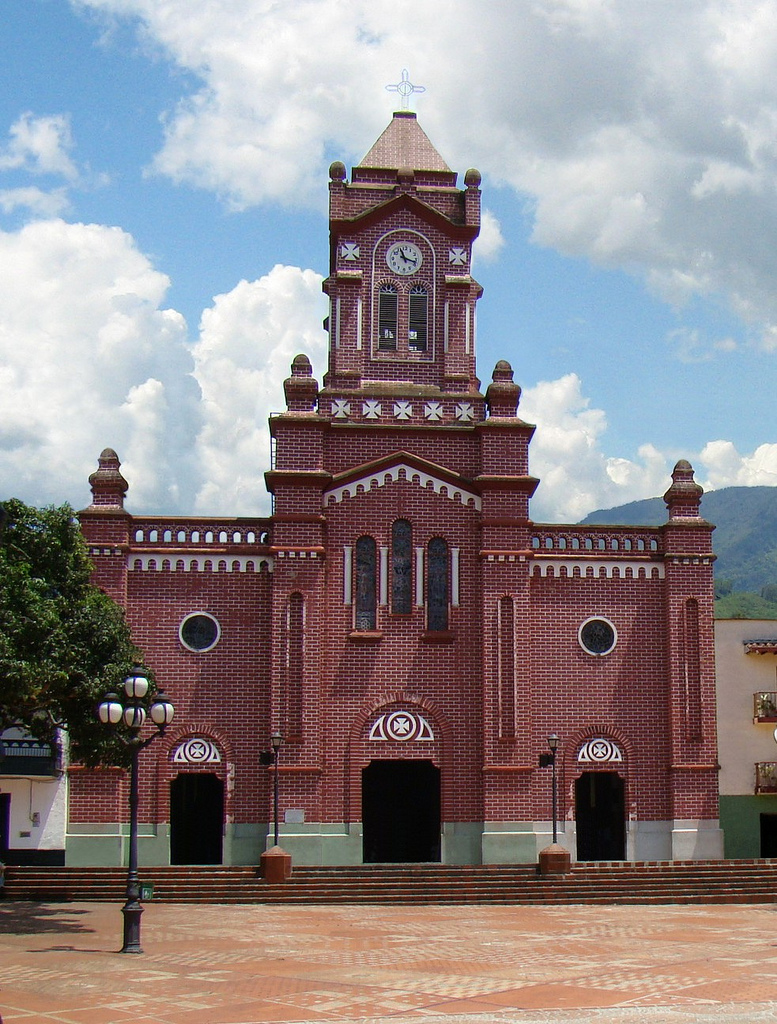

聖卡洛斯（西班牙語：San Carlos），是哥倫比亞的城鎮，位於該國西北部安蒂奧基亞省，面積702平方公里，距離麥德林108公里，海拔高度1,000米，2010年人口47,678，人口密度每平方公里67.9人。
6°11′23″N 74°59′49″W / 6.18972°N 74.9969°W